# Omar Fierro
Omar Fierro Marcen (Ciudad de México, 10 de octubre de 1963) es un actor, director, productor y conductor mexicano.

## Biografía
Su carrera inició en 1984 en la película ¡¡Cachún cachún ra-ra!! (Una loca, loca, preparatoria) y posteriormente debutó en la televisión en la telenovela Vivir un poco de Televisa. En 1988 obtuvo su primer rol estelar en Amor en silencio, el cual le valió el reconocimiento del público y la crítica. Para 1989 le llegó su primer rol protagónico en Cuando llega el amor. En 1995 obtiene su primer rol antagónico estelar en Si Dios me quita la vida y terminando ese proyecto abandona las filas de Televisa para irse a Colombia a incorporarse a las filas de Caracol Televisión de Colombia en el rol protagónico La sombra del deseo. Tres años después regresó a México y se unió a las filas de TV Azteca, obteniendo papeles protagónicos en Tentaciones, Tres veces Sofía para después debutar como conductor y productor de programas de televisión tanto de concursos como de cocina.
En 2018 regresó a la actuación de nuevo a las filas de Televisa para participar en las telenovelas con el rol estelar de Hijas de la luna producción de Nicandro Díaz.

## Trayectoria

### Telenovelas
- Amanecer (2025) .... Padre Benigno Montes[3]
- El Conde: amor y honor (2024) .... Benjamín Zambrano[4]
- El Junior: El Mirrey de los Capos[5] (2023)
- Eternamente amándonos (2023) ... Pedro Quivera[6]
- De brutas, nada (2023)[7]
- Un extraño enemigo (2022) .... Hermenegildo Cuenca Díaz[8]
- Todo por Lucy (2022) .... Manolo[9]
- Amores que engañan (2022) .... Francisco, ep: compañeros hasta la muerte[10]
- Como dice el dicho (2022-2024)  .... Pedro Quivera
- Mi fortuna es amarte (2021-2022) .... Elías Haddad Nassar[11]
- Esta historia me suena (2021) .... Nacho[12]
- La mexicana y el güero (2020-2021) ... Agustín Gastelum
- Te doy la vida (2020) .... Horacio Villaseñor Correa
- La doña 2 (2020) - Rubén Pérez
- Cita a ciegas (2019) .... Ángel "Angelito" González Robledo
- Señora Acero 5 (2018-2019) .... Christian Almeida[13]
- Hijas de la luna (2018) .... Juan Oropeza
- Un día cualquiera (2016) ... Un episodio
- El señor de los cielos 3 (2015-2016) .... Oficial Gonzalo
- Tanto amor (2015) .... Jesús Roldán
- Corazón en condominio  (2013-2014) .... Gervasio
- La mujer de Judas (2012) .... Bruno Cervantes Lara
- Emperatriz (2011-2012) .... Armando Mendoza
- La loba (2010) .... Ignacio Alcázar
- Vuélveme a querer (2009) .... Samuel Montesinos
- Vivir por ti (2008) .... Roberto
- La ley del silencio (2005) .... Francisco
- La calle de las novias (2000) .... Manuel Ortega
- Tres veces Sofía (1998-1999) .... Federico Vidaurri
- Tentaciones (1998) .... Martín Farías
- Julius (1998) .... Santiago
- Prisioneros del amor (1997) .... Pietro Caligieri
- La sombra del deseo[14] (1995-1996) .... Alejandro Soler
- Si Dios me quita la vida (1995) .... Alfredo Román
- Más allá del puente (1993-1994) .... Felipe
- Sueño de amor (1993) .... Antonio
- Mi pequeña Soledad (1990) .... Lic. Carlos Arizmendi
- Cuando llega el amor (1989-1990) .... Luis Felipe Ramírez
- Lo blanco y lo negro (1989) .... Raúl Alcázar
- Amor en silencio (1988) .... Ángel Trejo
- Quinceañera (1987-1988) .... Arturo
- Pobre señorita Limantour (1987)
- Monte Calvario (1986) .... Román
- Vivir un poco (1985)
- Principessa (1984) .... Casimiro
- Guadalupe (1984) .... Policía[15]

### Programas de TV
- El Gran Pastelero - Bake Off México (2021) .... Concursante
- Hoy (2019-2020) .... Presentador de la sección de cocina
- ¿Qué hay de comer? (2016-2017) ... Conductor
- Baila si puedes[16] (2015) .... Concursante (Eliminado en la última semana de competencia)
- Ellas arriba (2014-2015) .... Presentador de la sección de cocina
- Hola México (2012) ... Conductor
- Vengache Pa'Ca (2008) .... Conductor
- ¿Quién tiene estrella? (2007) .... Conductor
- Por fin el fin (2007).... Conductor
- Suegras (2007) .... Conductor
- Bienvenido a casa (2007) .... Conductor y Productor
- De buen humor con Omar Fierro (2002) .... Conductor
- A ganar con Omar (2001-2002) .... Conductor y Director
- Cada mañana (2000-2001) .... Conductor
- Buenas noches con Omar Fierro (1999) .... Conductor
- Jeopardy (1999) .... Conductor

### Películas
- Hecho en China (2012)
- A oscuras me da risa (1995)
- A ritmo de salsa (1994)
- Yo, tú, él, y el otro (1993)
- Reto a la ley (1993)
- Hades, vida después de la muerte (1993)
- S.I.D.A., síndrome de muerte (1993) .... Édgar
- Noches de ronda (1992) .... Ramón Esparza
- Soy libre (1992)
- Revancha implacable (1992)
- Perros de presa (1992)
- El tigre de la frontera (1992)
- Anatomía de una violación (1992) .... Teniente
- Verano peligroso (1991) .... Luis Pinoncito
- Descendiente de asesinos (1991) .... Alberto Fonseca
- Donde quedó el colorado (1991)
- Dios se lo pague (1990)
- Lo inesperado (1990)
- Furia asesina (1990)
- Lamberto Quintero (1987) .... Jorge Balderrama
- Lavadores de dinero (1986)
- ¡¡Cachún cachún ra-ra!! (Una loca, loca, preparatoria) (1984)

### Teatro
- Infidelidades
- La pulga en la oreja
- Te pasaste de la raya
- A oscuras me da risa

## Premios y nominaciones

### Premios TVyNovelas
| Año  | Categoría          | Telenovela           | Resultado |
| ---- | ------------------ | -------------------- | --------- |
| 2019 | Mejor primer actor | Hijas de la luna     | Nominado  |
| 1991 | Mejor actor joven  | Cuando llega el amor | Ganador   |
| 1989 | Mejor actor joven  | Amor en silencio     | Nominado  |

### Premios ACE
| Año  | Categoría                   | Telenovela       | Resultado |
| ---- | --------------------------- | ---------------- | --------- |
| 1990 | Mejor coactuación masculina | Amor en silencio | Ganador   |

### Premios Eres
| Año  | Categoría   | Telenovela         | Resultado |
| ---- | ----------- | ------------------ | --------- |
| 1991 | Mejor actor | Mi pequeña Soledad | Nominado  |